# Austria na Letnich Igrzyskach Olimpijskich 1904
Austriacką część monarchii habsburskiej na Letnich Igrzyskach Olimpijskich 1904 reprezentowało dwóch zawodników – Otto Wahle, który sięgnął po brązowy medal w pływaniu na dystansie 440 jardów stylem dowolnym oraz Julius Lenhart, który startował w konkurencjach gimnastycznych. Ten ostatni jednak należał do klubu amerykańskiego (Philadelphia Turngemeinde), więc jego medal został zaliczony do dorobku USA, a nie Austrii. Ówcześnie bowiem zawodnicy byli raczej reprezentantami klubów sportowych niż narodów.

## Zdobyte medale
| Medal | Zawodnik   | Dyscyplina | Konkurencja                |
| ----- | ---------- | ---------- | -------------------------- |
| Brąz  | Otto Wahle | Pływanie   | 440 jardów stylem dowolnym |

## Skład kadry

### Gimnastyka
| Zawodnik       | Konkurencja                           | Finał  | Finał   |
| Zawodnik       | Konkurencja                           | Wynik  | Miejsce |
| -------------- | ------------------------------------- | ------ | ------- |
| Julius Lenhart | wielobój gimnastyczno-lekkoatletyczny | 69,80  | złoto   |
| Julius Lenhart | trójbój gimnastyczny                  | 43,00  | srebro  |
| Julius Lenhart | wielobój drużynowo                    | 370,13 | złoto   |

### Pływanie
| Zawodnik   | Konkurencja         | Finał  | Finał   |
| Zawodnik   | Konkurencja         | Czas   | Miejsce |
| ---------- | ------------------- | ------ | ------- |
| Otto Wahle | 440 yardów dowolnym | 6:39,0 | brąz    |
| Otto Wahle | 880 yardów dowolnym | b.d    | 5.      |
| Otto Wahle | 1 mila dowolnym     | b.d    | 4.      |